# Jens Kristian Jensen (politiker)
 Ikke at forveksle med personer ved navn Jens Christian Jensen.
Jens Kristian Jensen (født 8. juli 1870 i Undløse, død 13. juli 1955) var en dansk læge og politiker.
Han var søn af gårdejer Jens Jensen (død 1912) og hustru Maren Kirstine f. Jensen (død 1921), var ved landbruget indtil 1887, blev student (privat dimit.) 1892 og tog medicinsk eksamen 1899. Han havde praksis i Gørding og blev jernbanelæge fra 1904.
Jensen var medlem af sognerådet 1909-13 og 1925-43, af amtsrådet 1910-22 og af skoledirektionen for Ribe-Gørding Herreder 1916-22, medlem af hovedbestyrelsen for Det radikale Venstre 1916-32 og for Danmarks Afholdsforening 1916-18 og 1934-46, medlem af Folketinget (Ribe Amtskreds) 1932-45 og af Alkoholkommissionen 1935-47, medlem af livsforsikringsselskabet Andels-Anstalten Trygs kontrolkomité fra 1917 og af bestyrelsen for A/S Genforsikringsselskabet Nerva fra 1938.
Han blev gift (1899) med Anna Margrethe J., f. 16. april 1874 i Skørringe, datter af Henrik Maller (død 1919) og Hustru Elise f. Nielsen død 1914).